# Jawa 250 Special
Jawa 250 Special je československý vzduchem chlazený jednoválcový motocykl, vyráběný v letech 1934–1940 firmou Jawa. Po druhé světové válce bylo několik motocyklů zkompletováno ze zbývajících dílů. Výroba byla ukončena v roce 1946. Bylo vyrobeno asi 14 tisíc kusů.

## Popis
Motocykl vychází z modelu Jawa 175 Special. Přední vidlice lisovaná s centrálním pružícím perem a třecími tlumiči. Nádrž chromovaná. Zadní kolo neodpružené. Sedlo odpružené dvojicí válcovitých pružin. Elektrická soustava s šestipolovým dynamem v setrvačníku o výkonu 35 wattů a magnetkou. Na přání baterie, elektrická houkačka, tachometr, nosič a druhé sedlo pro spolujezdce. Převodovka stejná jako u 175 Special, třístupňová, oddělená od motoru, ruční řazení na pravé straně pákou od motoru, později kulisou na nádrži. Na přání nožní řazení. Spojka dvoulamelová třecí, suchá.

## Motor
Dvoudobý, vzduchem chlazený litinový jednoválec s obsahem 248 cm³ a vratným vyplachováním Schnürle, hlava válce i píst z hliníku, s dekompresorem. Primární převod řetězem v olejové lázni. Kliková hřídel lisovaná, uložená na valivých ložiskách. Dvojité výfuky uchycené pomocí příruby, později pomocí převlečné matice. Tlumič výfuku plochý, od roku 1937 rybiny.

## Technické parametry
- Rám: dvojitý ocelový lisovaný šroubovaný k sobě
- Suchá hmotnost:
- Pohotovostní hmotnost: 95 kg
- Maximální rychlost: 90 km/h
- Spotřeba paliva: 3,5 l/100 km